# Шеннан, Стивен
Стивен Шеннан (англ. Stephen Shennan; род. май 1949) — британский археолог-преисторик, специалист по европейской преистории. Доктор философии (1977), профессор теоретической археологии UCL Institute of Archaeology (с 1996), его директор в 2005-14 (замдиректора с 2003). Член Британской академии (2006) и Academia Europaea (2013). Отмечен Huxley Medal (2021) и Shanghai Archaeological Forum Research Award (2015).
Окончил Кембридж как бакалавр археологии и антропологии, учился в 1968-71 гг. Там же получил докторскую степень под началом Дэвида Кларка. Затем преподавал в Саутгемптонском университете (лектор с 1978, прошел путь до профессора), а в 1996 году перешел в Университетский колледж Лондона. Опубликовал более ста статей, автор многих книг, в частности Genes, Memes, and Human History.
Редактор The Evolution of Cultural Diversity и Pattern and Process in Cultural Evolution (2009). Соредактор The Archaeology of Human Ancestry.